# دیوید پلیت
دیوید پلیت (انگلیسی: David Pleat؛ زادهٔ ۱۵ ژانویهٔ ۱۹۴۵) بازیکن فوتبال سابق و مربی فوتبال فعلی، اهل بریتانیا است.
از باشگاه‌هایی که در آن بازی کرده‌است می‌توان به باشگاه فوتبال شروزبری تاون، باشگاه فوتبال پیتربورو یونایتد، باشگاه فوتبال لوتون تاون، باشگاه فوتبال ناتینگهام فارست، و باشگاه فوتبال اکستر سیتی اشاره کرد.
وی همچنین در تیم‌های ملی فوتبال مدارس و جوانان انگلستان بازی کرده‌است.

### آمار مربیگری
| تیم                        | از تاریخ        | تا تاریخ       | آمار | آمار | آمار | آمار | آمار  |
| تیم                        | از تاریخ        | تا تاریخ       | ب    | پ    | ت    | ب    | ٪ برد |
| -------------------------- | --------------- | -------------- | ---- | ---- | ---- | ---- | ----- |
| لوتون تاون                 | ۲۵ ژانویه ۱۹۷۸  | ۱۶ مه ۱۹۸۶     | ۴۰۵  | ۱۶۰  | ۱۰۹  | ۱۳۶  | ۰۴۰   |
| تاتنهام هاتسپر             | ۱۶ مه ۱۹۸۶      | ۲۳ اکتبر ۱۹۸۷  | ۷۱   | ۳۹   | ۱۱   | ۲۱   | ۰۵۵   |
| لستر سیتی                  | ۲۴ دسامبر ۱۹۸۷  | ۲۹ ژانویه ۱۹۹۱ | ۱۵۳  | ۴۹   | ۴۴   | ۶۰   | ۰۳۲   |
| لوتون تاون                 | ۶ ژوئن ۱۹۹۱     | 1۴ ژوئن ۱۹۹۵   | ۲۰۲  | ۵۵   | ۶۶   | ۸۱   | ۰۲۷   |
| شفیلد ونزدی                | ۱۴ ژوئن ۱۹۹۵    | ۳ نوامبر ۱۹۹۷  | ۱۰۲  | ۳۲   | ۳۰   | ۴۰   | ۰۳۱   |
| تاتنهام هاتسپر (مربی موقت) | ۷ سپتامبر ۱۹۹۸  | ۱ اکتبر ۱۹۹۸   | ۶    | ۳    | ۲    | ۱    | ۰۵۰   |
| تاتنهام هاتسپر (مربی موقت) | ۱۶ مارس ۲۰۰۱    | ۲ آوریل ۲۰۰۱   | ۲    | ۱    | ۰    | ۱    | ۰۵۰   |
| تاتنهام هاتسپر (مربی موقت) | ۲۱ سپتامبر ۲۰۰۳ | ۳ ژوئن ۲۰۰۴    | ۳۹   | ۱۶   | ۷    | ۱۶   | ۰۴۱   |
| کل                         | کل              | کل             | ۹۸۰  | ۳۵۵  | ۲۶۹  | ۳۵۶  | ۰۳۶   |

## افتخارات

### سرمربی
انفرادی
- مربی ماه لیگ برتر انگلستان: اوت ۹۷–۱۹۹۶[۱]